# Yugoslavia en los Juegos Olímpicos de Los Ángeles 1984
Yugoslavia estuvo representada en los Juegos Olímpicos de Los Ángeles 1984 por un total de 139 deportistas que compitieron en 16 deportes.  
El portador de la bandera en la ceremonia de apertura fue el jugador de baloncesto Dražen Dalipagić.

## Medallistas
El equipo olímpico yugoslavo obtuvo las siguientes medallas:
| Nombre                        | Deporte            | Competición             |
| ----------------------------- | ------------------ | ----------------------- |
| Oro                           |                    |                         |
| Equipo                        | Balonmano          | Torneo M                |
| Equipo                        | Balonmano          | Torneo F                |
| Anton Josipović               | Boxeo              | Semipesado (81 kg) M    |
| Vlado Lisjak                  | Lucha grecorromana | 68 kg M                 |
| Šaban Trstena                 | Lucha libre        | 52 kg M                 |
| Mirko Nišović Matija Ljubek   | Piragüismo         | C2 500 m M              |
| Equipo                        | Waterpolo          | Torneo M                |
| Plata                         |                    |                         |
| Redžep Redžepovski            | Boxeo              | Mosca (51 kg) M         |
| Refik Memišević               | Lucha grecorromana | +100 kg M               |
| Milan Janić                   | Piragüismo         | K1 1000 m M             |
| Mirko Nišović Matija Ljubek   | Piragüismo         | C2 1000 m M             |
| Bronce                        |                    |                         |
| Equipo                        | Baloncesto         | Torneo M                |
| Mirko Puzović                 | Boxeo              | Súperligero (63,5 kg) M |
| Aziz Salihu                   | Boxeo              | Súperpesado (+91 kg) M  |
| Equipo                        | Fútbol             | Torneo M                |
| Jožef Tertelj                 | Lucha grecorromana | 100 kg M                |
| Šaban Sejdi                   | Lucha libre        | 74 kg M                 |
| Zoran Pančić Milorad Stanulov | Remo               | Doble scull (M2x) M     |